# Королівка (Стрийський район)
Королівка — село в Україні, у Жидачівському районі Львівської області. Населення становить 75 осіб. Орган місцевого самоврядування - Гніздичівська селищна рада.